# ジェーコブ・ビゲロー

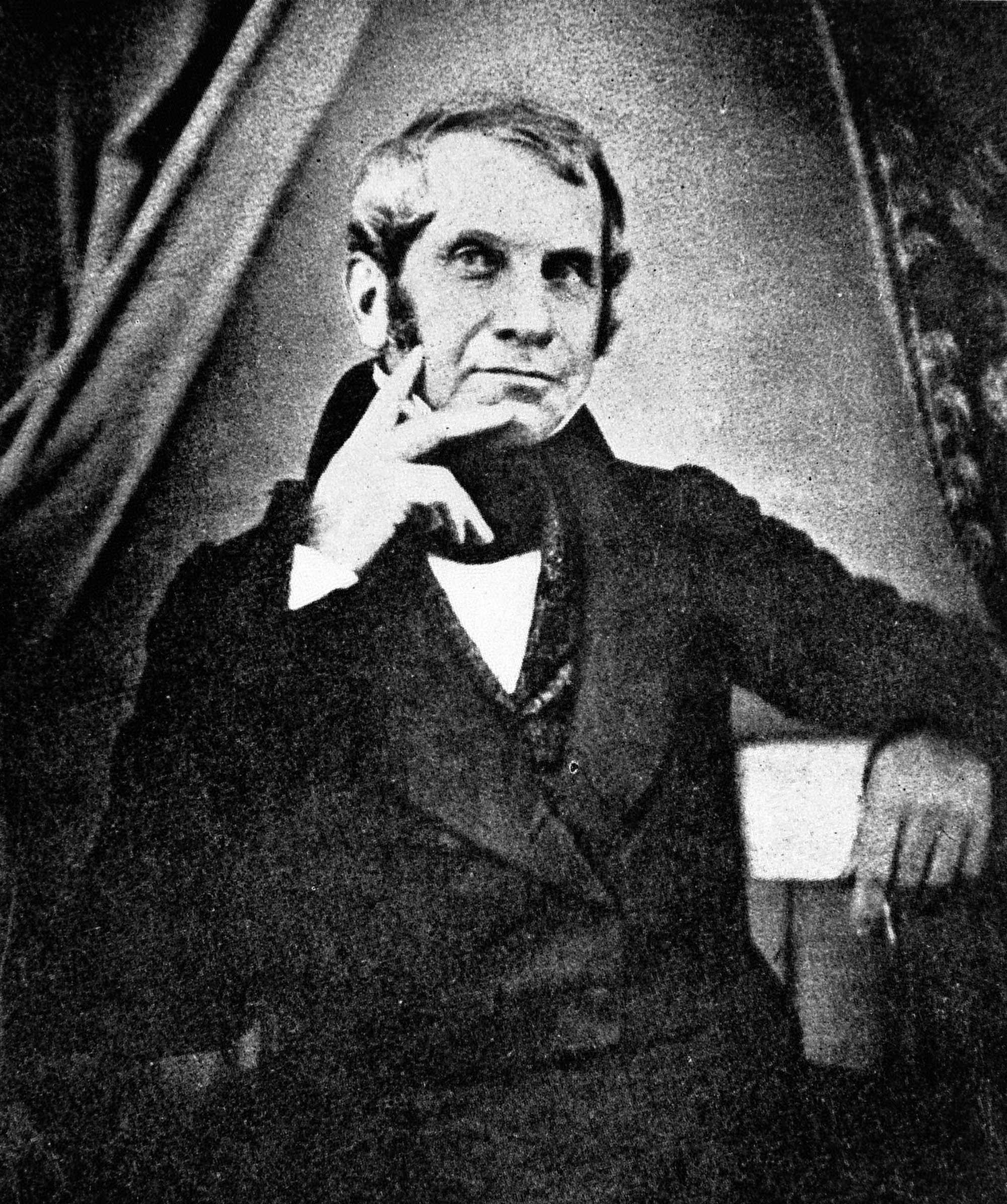
Jacob Bigelow

ジェーコブ・ビゲロー（Jacob Bigelow、1787年2月7日 - 1879年1月10日）はアメリカ合衆国の医師、植物学者である。「アメリカの薬用植物」（"American Medical Botany":1817-1820）などの著者として知られる。日本美術研究家のウィリアム・スタージス・ビゲローは孫。

## 略歴
マサチューセッツ州のサドベリーで生まれた。ハーバード大学を1806年に卒業し、ペンシルベニア医学校で学んだ。植物学者のベンジャミン・スミス・バートンにも学んだ。1810年から医師としてボストンで働き、植物学者として知られるようになり、ヨーロッパの植物学者、ジェームズ・エドワード・スミス、シュレーダー（Heinrich Adolf Schrader）、オーギュスタン・ピラミュ・ドゥ・カンドールらと交流した。1812年にアメリカ芸術科学アカデミーの会員に選ばれた。1820年に「アメリカ薬局方」（American Pharmacopoeia）を編集した5人のうちの一人である。
1817年から出版された「アメリカの薬用植物」（"American Medical Botany"）はアメリカで最初の多色刷りの植物図鑑でビゲローは独自のアクアチント技法を使用した。その他の植物学の著書に「ボストンの植物」（"Florula Bostoniensis"）がある。
1815年から1855年までハーバード大学の薬用植物学の教授を務め、1816年から1827年までランフォード教授職についた。講義録に" Elements of Technology" や "Useful Arts considered in Connection With the Applications of Science"などがある。
アメリカ最初の公園墓地（霊園）の設立に関わり、1825年にボストン郊外のマウント・オーバーン墓地を設計し、公園墓地のモデルとなった。
長く、マサチューセッツ医学会の会長を務め、1847年から1863年の間、アメリカ芸術科学アカデミーの会長を務めた。
科学技術発展によるユートピアを描いたエツラー（John Adolphus Etzler）の信奉者であり、当時行われていた、瀉血、下剤や水銀製剤の摂取などの過激な治療を多用する「ヒロイック・メディシン」（英雄的医療）の効果に懐疑的な主張を行った一人である。

## 「アメリカの薬用植物」の図版

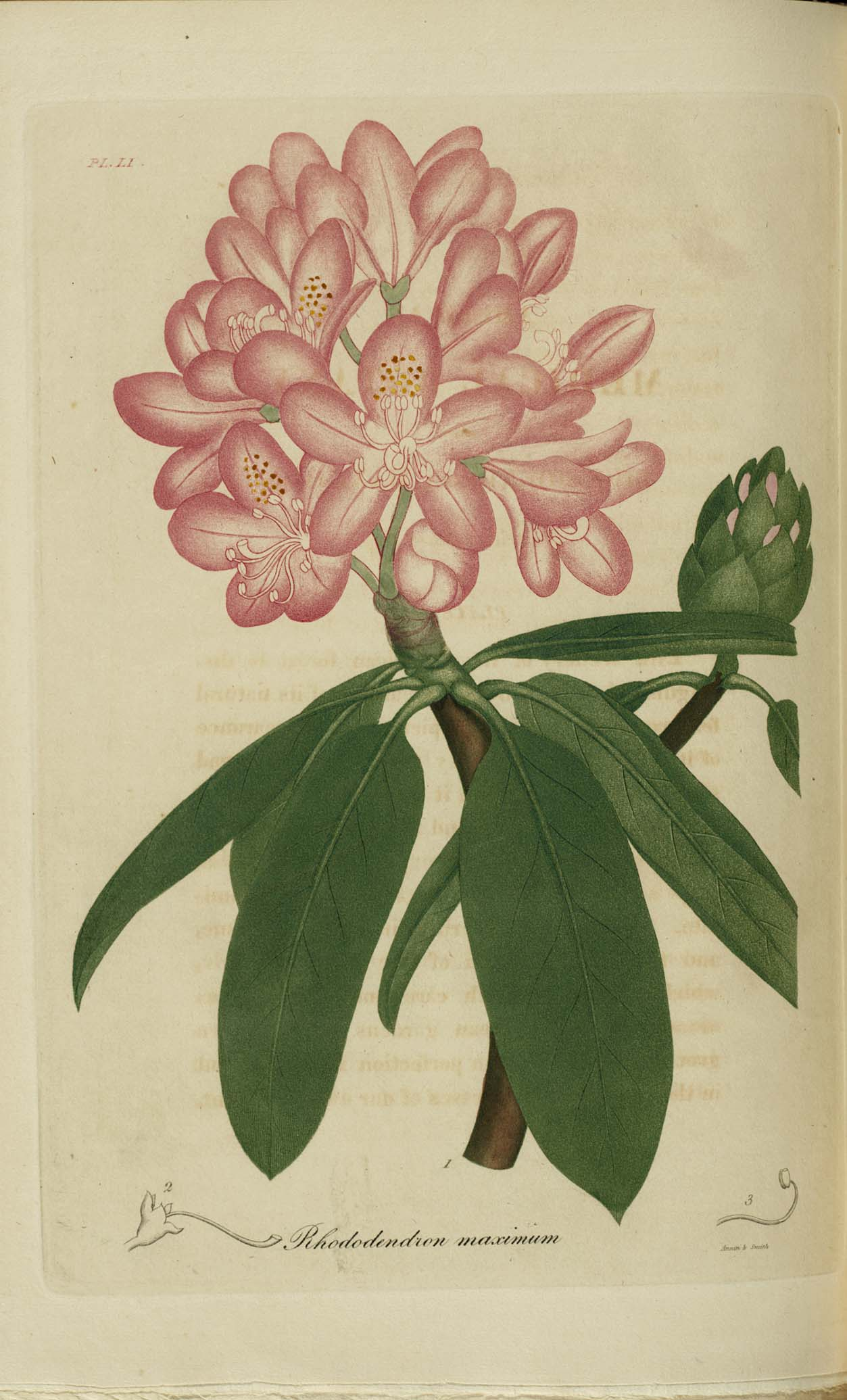
Rhododendron maximum ツツジ科
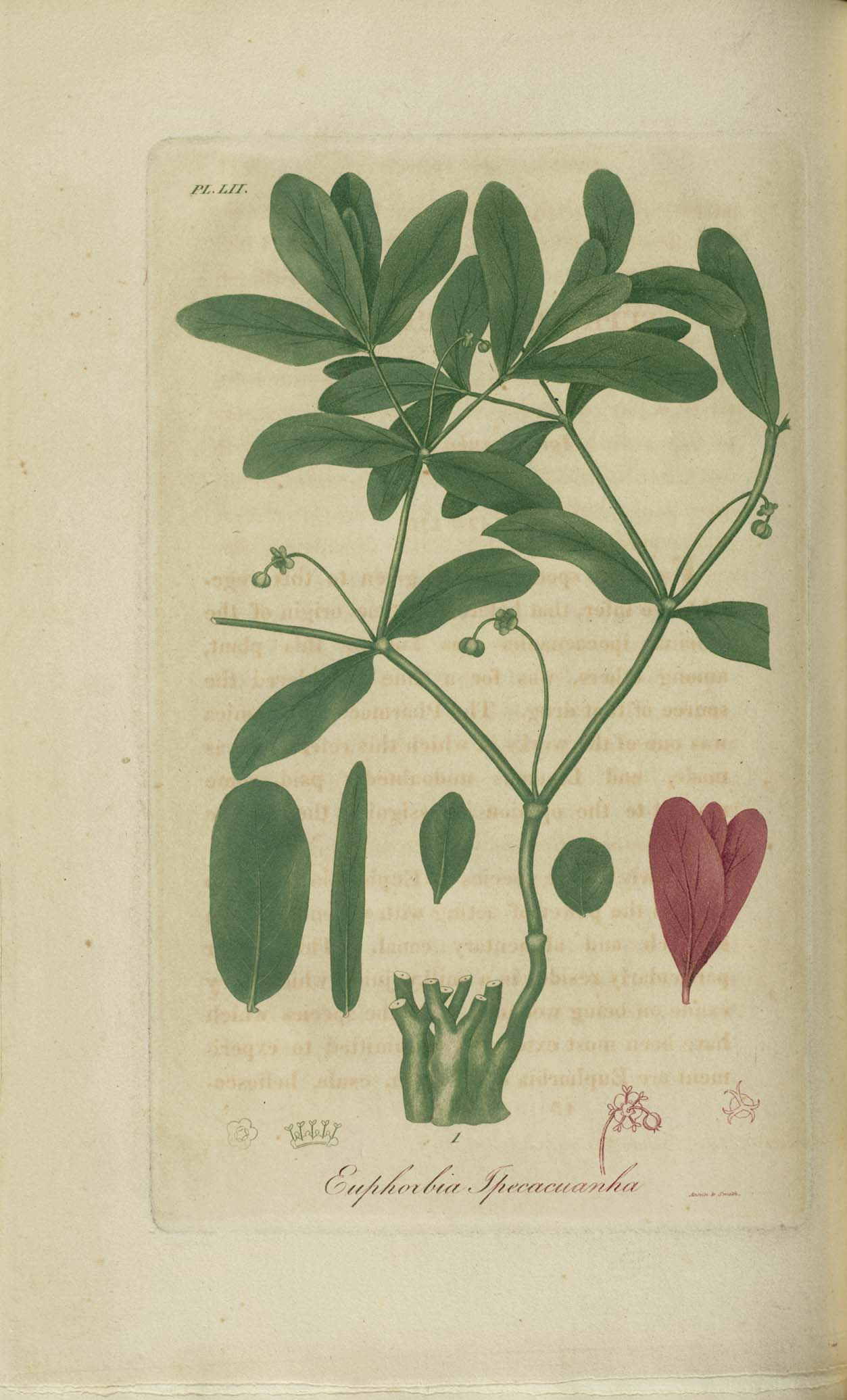
Euphorbia ipecacuanhae トウダイグサ科
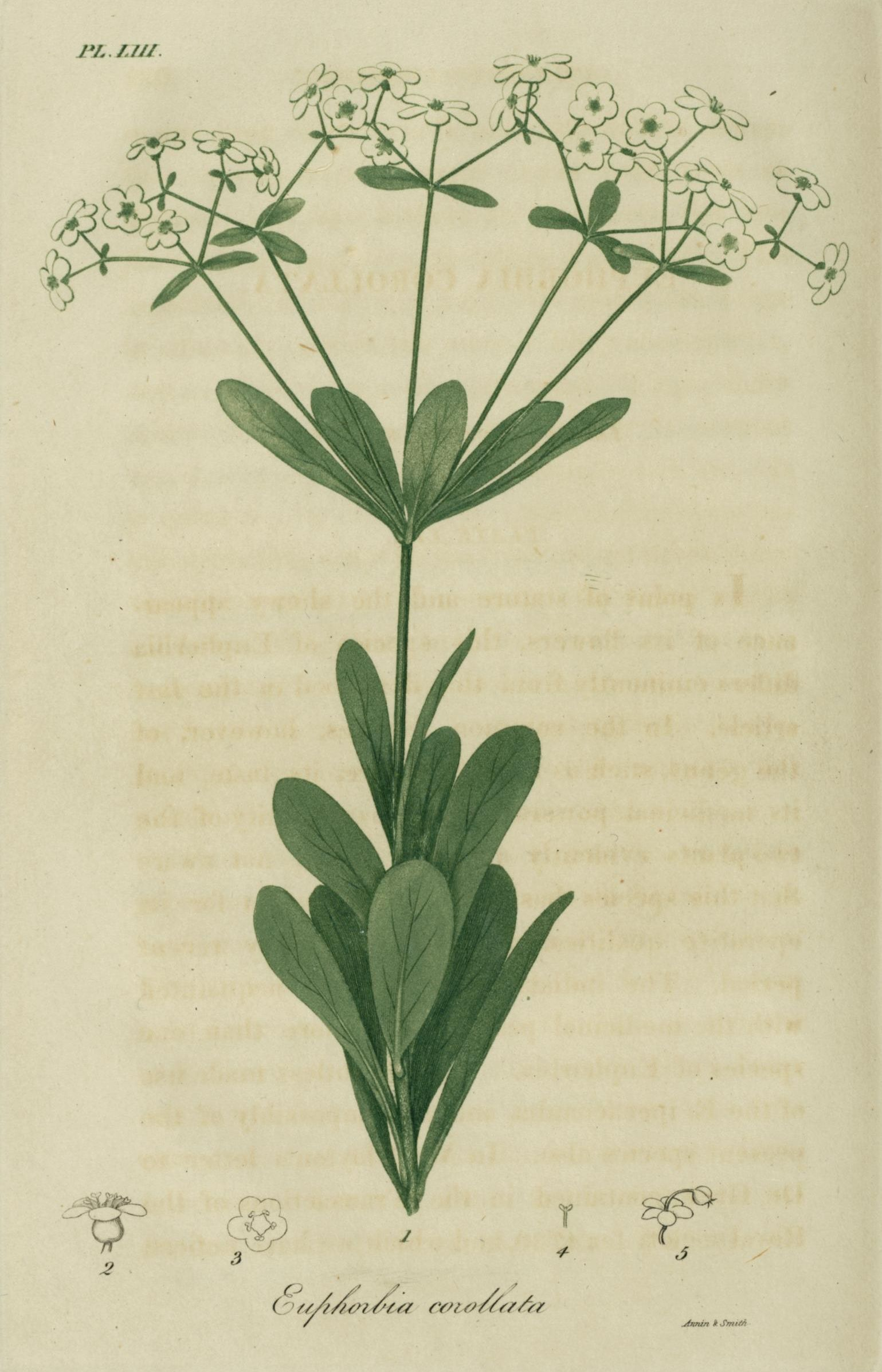
Euphorbia corollata トウダイグサ科
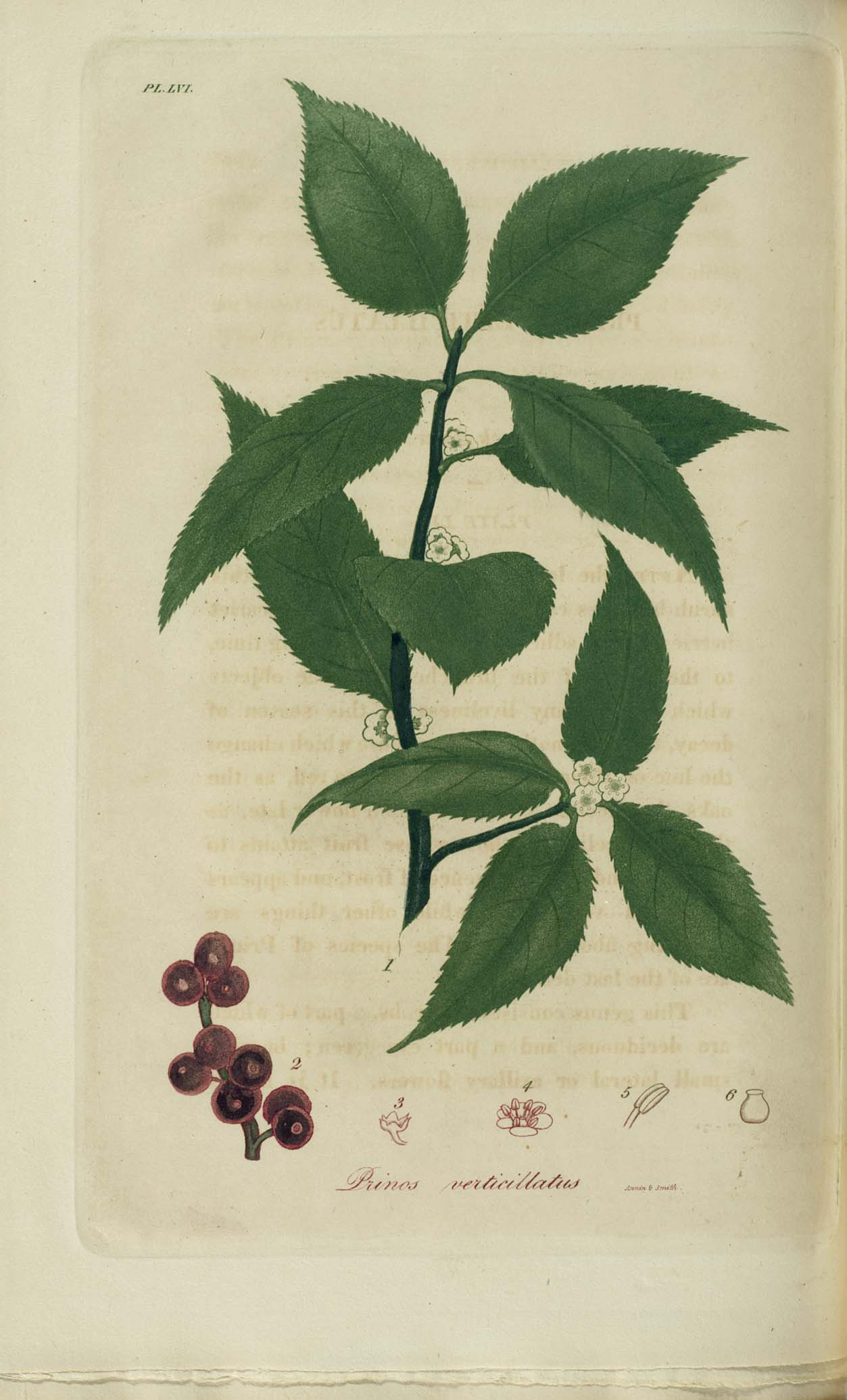
Ilex verticillata モチノキ属

## 著作
- Florula Bostoniensis (1814; erweiterte Auflagen 1824 und 1840)
- American Medical Botany (1817-1820)
- Elements of Technology (1829)
- Nature in Disease (1854)
- Eolopoesis (1855)
- History of Mount Auburn (1860)
- On the Limits of Education (1865)
- A Brief Exposition of Rational Medicine (1867)
- The Paradies of Doctors, a Fable (1867)
- Modern Inquiries (1867)
- Remarks on Classical Studies (1867)